# 핸드 드라이어

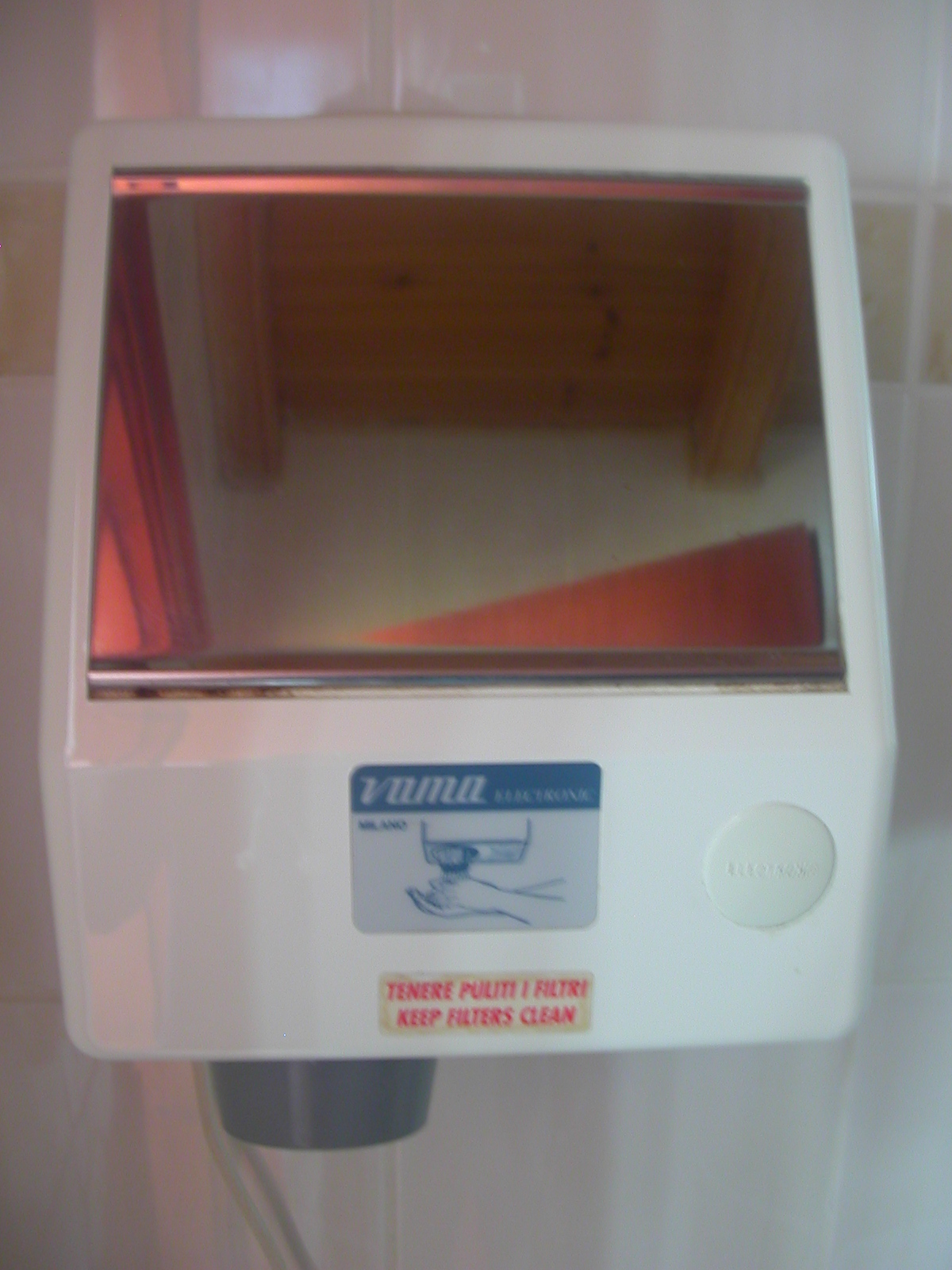
핸드 드라이어

핸드 드라이어(영어: hand dryer)은 주로 공중화장실에 설치된 손을 바람에 말리기 위한 건조기이다.

## 같이 보기
- 수건
- 페이퍼 타월